# 曾睦軒
曾睦軒（2003年10月24日—）是臺俄混血男子籃球運動員，場上主打前鋒位置。

## 生平
曾睦軒的父親是臺灣人，母親是俄羅斯人，職業是模特兒，到臺灣工作時與父親相識。老家在景美夜市經營麻油雞攤，因為姑姑與黃萬隆是大學同學，黃萬隆在大學時期就經常來光顧。
曾睦軒在臺灣出生，國小四年級全家移居莫斯科，國中時曾睦軒接觸了籃球，以為籃球是一對一，高中原打算赴美讀書，但遇上COVID-19疫情攪局在2020年3月回到臺灣，黃萬隆建議待疫情緩和前可以到松山高中訓練保持體能，後曾睦軒決定加入松山高中，高一時曾睦軒沒有拿到HBL球衣，升上高二才進入12人名單，2022年2月對上錦和高中一役曾睦軒繳出20分、16籃板，賽後黃萬隆表示曾睦軒的模板是松山學長何守正。
曾睦軒可以說國語、臺語、俄語與英語。